# Christian Schlichter (Postverwalter)
Christian Gottfried Schlichter (* 11. Oktober 1777 in Wiesbaden; † 2. November 1828 ebenda) war ein deutscher Postverwalter und Mitglied des Nassauischen Landtags.

## Leben
Christian Schlichter übernahm nach dem Tode seines Vaters das Gast- und Badehaus Zum Adler in der Wiesbadener Langgasse und wurde herzoglicher Posthalter. Zu diesem Zweck hielt er zwölf Pferde. Die Familie Schlichter gehörte zu den reichsten Familien in Wiesbaden.
1818 erhielt er aus der Gruppe der Gewerbetreibenden ein Mandat für die Zweite Kammer des nassauischen Landtags und war der Nachfolger von Ludwig Oeffner. Er blieb bis zu seinem Tod in dem Parlament.

## Familie
Er war ein Sohn des Gast- und Badewirts Johann Peter Schlichter (1738–1795) und dessen Ehefrau Johanette Elisabetha Öhring (1752–1909).
Er war mit Caroline Will verheiratet. Aus der Ehe stammen der Sohn Christian Schlichter (Jurist) (1828–1883) und die Tochter Marie Jakobine Helene Amalie Schlichter (1814–1867), die 1833 Franz von Holbach (1809–1878) heiratete, den späteren Generalmajor der Herzoglich Nassauischen Armee und Mitglied des Staatsrates des Herzogtum Nassau.